# Lizzie Borden chwyta za siekierę
Lizzie Borden chwyta za siekierę – to amerykański telewizyjny film kryminalny, oparty na historii morderstw z końca XIX wieku przypisywanych Lizzie Borden. Obraz wyreżyserował Nick Gomez, w roli tytułowej wystąpiła Christina Ricci. Premiera filmu nastąpiła 25 stycznia 2014 na antenie stacji Lifetime Television.

## Obsada
- Christina Ricci − Lizzie Borden
- Clea DuVall − Emma Borden
- Billy Campbell − Andrew Jennings
- John Maclaren − wielebny Edwin A. Buck
- Shawn Doyle − marshal Fleet
- Andria Wilson − Nance O’Neill
- Sara Botsford − Abby Morse Borden
- Gregg Henry − Hosea M. Knowlton
- Stephen McHattie − Andrew Borden